# Gélatine
« E441 » redirige ici. Pour les autres significations, voir E441 (homonymie).
Pour les articles homonymes, voir Gélatine (homonymie).
La gélatine est une substance solide translucide, transparente ou légèrement jaune, presque sans goût et sans odeur, obtenue par l'ébullition prolongée de tissus conjonctifs (peaux) ou d'os d'animaux (principalement porc, bœuf et poisson). Elle possède de nombreuses applications dans le domaine culinaire, la médecine, les industries agroalimentaire et pharmaceutique.
En matière d’étiquetage, la gélatine est considérée par la norme européenne comme un ingrédient et non pas comme un additif, c'est pourquoi elle n'a plus de numéro E (elle avait auparavant la dénomination E441).

## Propriétés

### Propriétés physiques

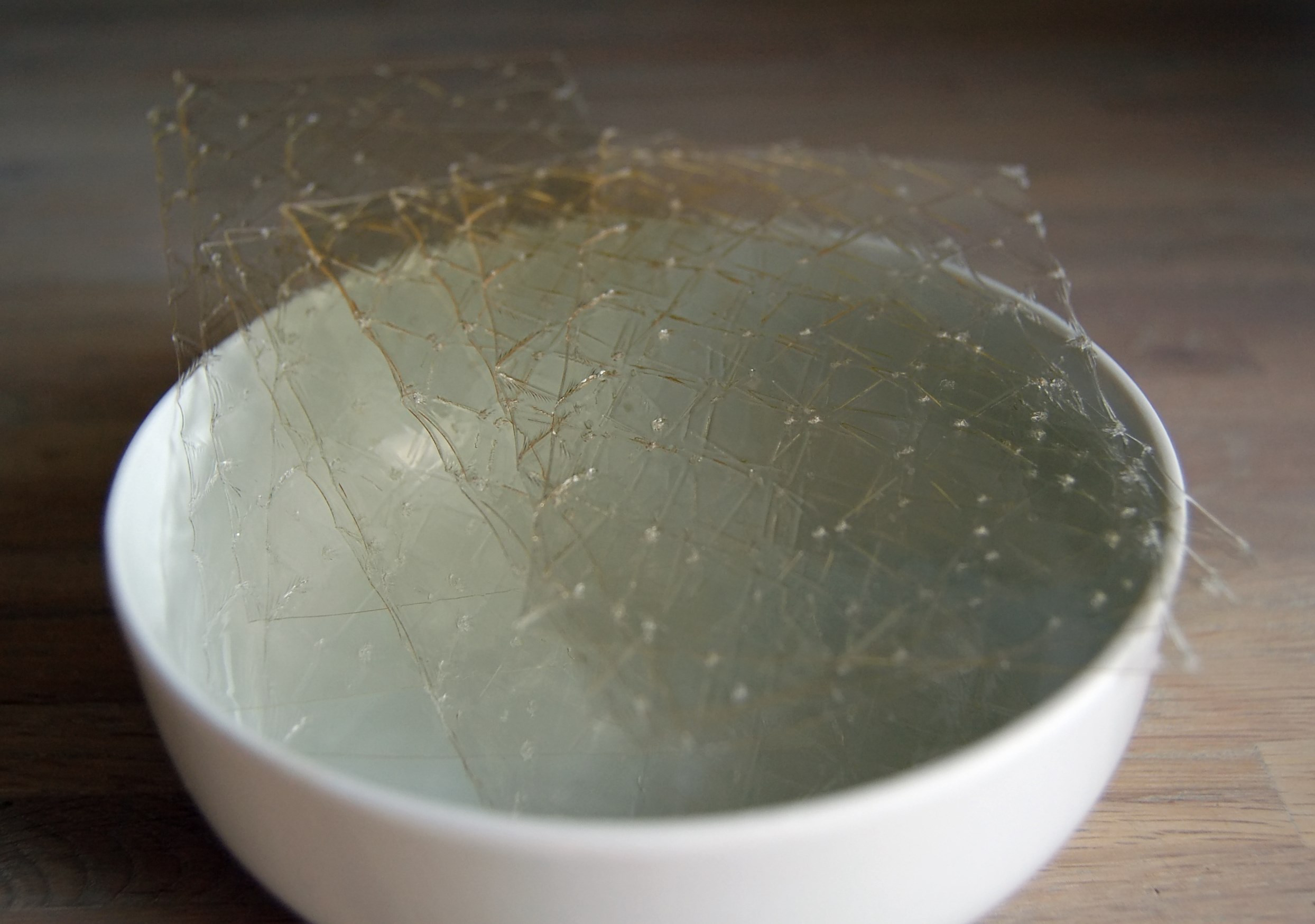
Feuilles de gélatine pour la cuisine.

La gélatine est un mélange de protéines obtenu par hydrolyse partielle du collagène extrait de la peau comme la peau de porc (cochon), des os, des cartilages, etc. Les liaisons moléculaires entre les fibres de collagène sont alors brisées. Mélangée à de l'eau, la gélatine forme un gel colloïdal semi-solide thermo-réversible (il fond lorsqu'il est chauffé et recouvre son aspect gélatineux lorsqu'il est refroidi). Sous forme déshydratée, par contre, la gélatine n'a pas de point de fusion et devient friable ou brûle quand elle est chauffée à trop haute température.
Sa résistance à l'enfoncement est caractérisée par son degré Bloom.
La rhéologie de la gélatine se caractérise par un comportement viscoélastique, et des contraintes trop élevées ou appliquées trop rapidement peuvent entraîner une rupture fragile (fracturation) ou ductile. Le caractère plutôt élastique/fragile ou plutôt visqueux/ductile dépend de la concentration en gélatine de la solution aqueuse et de la température, ainsi que de la durée de la mise sous contrainte.

### Propriétés médicales
Elle est utilisée dissoute dans l'eau de boisson pour faire l'eau gélifiée (~ 20 g·l-1), utile pour éviter les fausses routes chez les patients ayant des troubles de la déglutition.
Les acides aminés constituant la gélatine sont : la glycine (21 %), la proline (12 %), l'hydroxyproline (12 %), l'acide glutamique (10 %), l'alanine (9 %), l'arginine (8 %), l'acide aspartique (6 %), la lysine (4 %), la sérine (4 %), la leucine (3 %), la valine, la phénylalanine et la thréonine (2 %), l'isoleucine et l'hydroxylysine (1 %), la méthionine et l'histidine (< 1 %) et la tyrosine (< 0,5 %). Ces valeurs sont variables (surtout pour les constituants minoritaires) et dépendent de la source de matériaux bruts et de la technique de préparation.
La gélatine est constituée à environ 98-99 % (en poids sec) de protéines et contient 18 acides aminés dont huit des neuf acides aminés essentiels à l'Homme. Elle n'a qu'une relative valeur nutritionnelle du fait de l'absence de tryptophane et de son déficit en isoleucine, thréonine et méthionine ; elle possède également un taux inhabituellement élevé d'acides aminés non essentiels, la glycine et la proline (qui sont produits par le corps humain). Sa consommation exclusive comme source de protéines occasionne des troubles déficitaires graves. Quelques personnes moururent des suites de malnutrition dans les années 1970, tout en suivant un régime très populaire de « protéines liquides ».
Il faut aussi noter que la gélatine favorise les calculs urinaires du fait de sa richesse en oxalate.

## Histoire
La première gélatine est obtenue par Denis Papin à la fin du XVIIe siècle qui la voyait comme substitut de viande pour alimenter la population pauvre.
Au XIXe siècle, l'administration favorisa la recherche de nouveaux types d'aliments économiques. Le chimiste Jean-Pierre-Joseph d'Arcet s'enthousiasma particulièrement pour la gélatine. De nombreuses recherches furent entreprises, en particulier de 1841 à 1846 par Claude Bernard, sur les conseils de son maître François Magendie, qui avait démontré la nécessité d'une source externe d'élément azoté. Ces expériences furent peu concluantes, mais c'est seulement au début du XXe siècle que la raison en fut comprise, c'est-à-dire l'absence dans la gélatine de tryptophane (non fabriqués par l'organisme).

## Production
À l'échelle industrielle, la gélatine est fabriquée à partir de sous-produits de l'industrie de la viande, principalement les os et peaux de bovins ou de porcs destinés à la consommation humaine. Contrairement à certaines croyances populaires, la corne n'est pas utilisée, car celle-ci ne contient pas de collagène. Les matériaux bruts sont préparés par des procédés de séchage, des procédés acides et des procédés basiques, qui sont employés pour extraire le collagène, ce qui peut prendre plusieurs semaines. La production mondiale est de l'ordre de 320 000 tonnes par an. La gélatine ne contenant aucune trace porcine représente moins de 5 % de la production mondiale.
Le maintien à ébullition de certains cartilages ou os permet d'extraire de la gélatine dissoute dans l'eau. Suivant sa concentration, le bouillon obtenu peut former naturellement une gelée par refroidissement. C'est un procédé utilisé par exemple dans la préparation du pot-au-feu.
Le processus de fabrication de la gélatine consiste en trois étapes :
1. Des prétraitements pour préparer la matière brute à l'étape d'extraction et pour éliminer les impuretés qui pourraient avoir des effets négatifs sur les propriétés physico-chimiques de la gélatine finale ;
2. L'étape d'extraction, effectuée principalement avec de l'eau chaude ou des solutions d'acide diluées, pour hydrolyser le collagène en gélatine ;
3. Les traitements de raffinement incluant la filtration, la clarification, l'évaporation, la stérilisation, le séchage, le broyage et le tamisage.

### Prétraitements
Si le matériau brut de la production est représenté par des éléments osseux, des solutions diluées d'acide sont utilisées pour éliminer le calcium et les minéraux similaires. S'il s'agit de peau ou de cuir, les prétraitements les plus importants sont le lavage, l'arrachage des poils et le dégraissage.
De l'eau chaude est utilisée pour dégraisser. Le taux de graisse ne devra pas excéder 1 % avant la première étape d'extractionpour quelle raison ?.
Le matériau brut est préparé pour l'extraction par trois méthodes différentes : l'acide, l'alcali ou les traitements enzymatiques :
- le traitement à l'acide est particulièrement utilisé pour des matériaux moins réticulés comme le collagène de la peau de porc. Il dure normalement de dix à quarante-huit heures. La gélatine obtenue est appelée gélatine type-Aet ? ;
- le traitement à l'alcali est utilisé pour des collagènes plus complexes comme ceux des os de bovins. Ce processus nécessite normalement plusieurs semaines. Son objectif est de détruire les réticules chimiques encore présents dans le collagène. La gélatine obtenue est appelée gélatine type-Bet quoi ? ;
- les traitements enzymatiques sont relativement nouveaux et présentent des avantages par rapport au traitement à l'alcali : le processus est rapide, le rendement est pratiquement de 100 %, la gélatine est plus pure et les propriétés physiques de la gélatine obtenue sont meilleures.

### Extraction
Le collagène partiellement purifié est converti en gélatine par extraction à l'eau chaude à des températures et pH adaptés. Tous les processus industriels utilisent un pH neutre ou acide car un pH basique accélère la conversion, mais favorise les processus de dégradation. La concentration en acide varie cependant selon les processus. L'extraction se déroule en plusieurs étapes et la température augmente généralement dans les dernières. Cette procédure assure une dégradation thermique minimale de la gélatine extraite.

### Raffinement
Cette étape comprend la filtration, la clarification, l'évaporation, la stérilisation, le séchage, le broyage et le tamisage de la gélatine obtenue. Ces opérations dépendent de la concentration et du type de gélatine. Pour minimiser la dégradation, la température est limitée tant que possible et les processus sont rapides.

### Gélatine à usage alimentaire

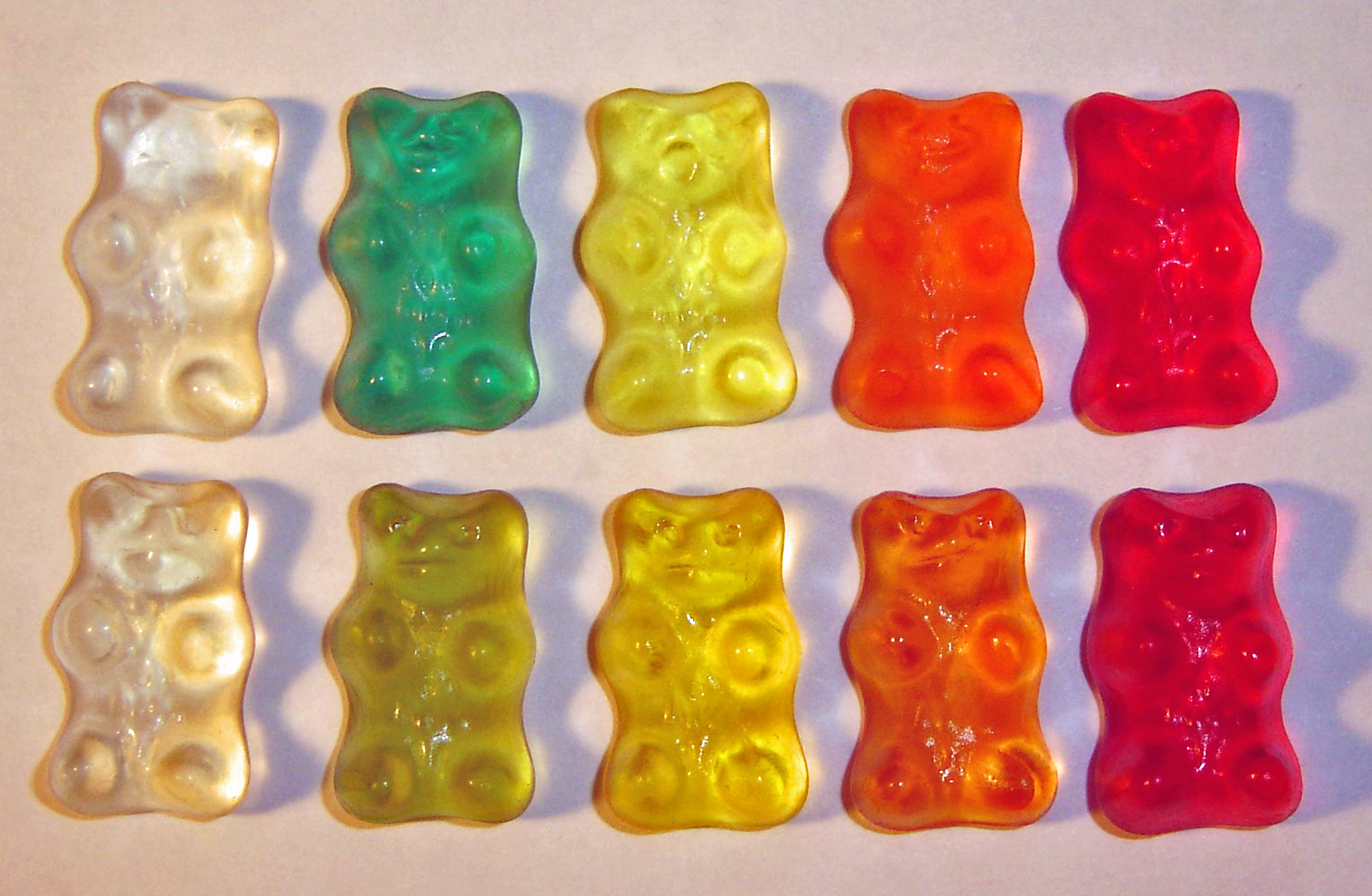
Confiserie à base de gélatine (oursons)

Des variétés particulières de gélatine peuvent être préparées à partir de poisson ou de certains animaux de manière à être halal ou kasher. Les végétariens ou les végétaliens peuvent utiliser d'autres produits tels l'agar-agar, la pectine ou le konjac (parfois nommé « gélatine végétale »). Ces additifs d'origine glucidique et la gélatine d'origine protéique sont totalement différents d'un point de vue chimique. Cependant, le nom gélatine est parfois utilisé pour qualifier tous les types de gels et de gelées, mais, en toute rigueur, ce terme ne s'applique qu'aux produits issus de protéines animales.

## Utilisations
Son usage le plus connu est sans doute celui d'agent gélifiant en cuisine. Des gélatines de différents types et de différentes qualités sont utilisées dans un grand nombre d'applications, dans le domaine alimentaire, pharmaceutique et également dans des domaines techniques non-alimentaires.

### Usages alimentaires
La gélatine alimentaire est vendue sous forme de feuillets, de granules ou en poudre. Certaines formes peuvent être ajoutées directement dans la préparation culinaire, d'autres nécessitent un trempage préalable dans de l'eau.
Un grand nombre de produits alimentaires contiennent de la gélatine, comme le Jell-O, les aspics ou la guimauve. La gélatine est utilisée comme épaississant, stabilisant ou agent texturant dans des produits comme les confiseries, les crèmes glacées, les confitures, les yaourts, la margarine et les gâteaux. Elle est également utilisée dans les produits allégés pour simuler la sensation de gras en bouche et créer de la texture sans ajouter de calories.
La gélatine est utilisée comme agent enrobant ou pour la séparation de certaines substances. Elle rend le β-carotène soluble dans l'eau, ce qui permet d'obtenir une couleur jaune pour de nombreuses boissons.

#### Clarification des jus et boissons fermentées
La gélatine est utilisée pour éclaircir des jus en stabilisant les protéines, notamment le jus de pomme, le cidre, ainsi que le vinaigre.
Elle est parfois utilisée dans la production du vin pour la clarification par collage. Du gel de silice et des tanins peuvent être utilisés en complément.
Cette pratique du collage, qui remonte au XIXe siècle reste très empirique. Elle s'est vue supplantée par la filtration et la centrifugation irremplaçables pour une bonne clarification des vins. Mais les professionnels ont redécouvert les avantages du collage dont une des propriétés est d'entraîner des éléments solubles, mais qui risquent de précipiter après une mise en bouteilles.
Ces colloïdes, responsables de troubles dans le vin, en dépit d'un poids moléculaire élevé, passent à travers les filtres. De plus, le collage à la gélatine agit sur les tanins des vins en éliminant des substances responsables de l'astringence et de l'amertume.

### Usages médicaux

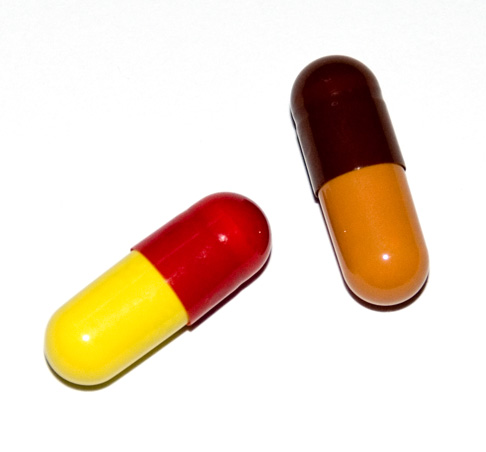
Capsules de médicament en gélatine

- Gélule de médicaments en gélatine : La gélatine est l'un des principaux constituants des gélules contenant des médicaments. Elle protège les principes actifs des effets néfastes de la lumière et de l'oxygène. Le bon dosage et le choix judicieux du type de gélatine permettent même d'influer sur la vitesse de libération du principe actif lors de l'administration de gélules.
- La gélatine est le principal constituant des substituts de tissus biologiques (substituts de vaisseaux sanguins, de plasma, etc.). Ce sont des matériaux de substitution utilisés en médecine ainsi que dans le domaine de la recherche scientifique pour simuler les tissus biologiques.
- Certains produits cosmétiques contiennent un dérivé de la gélatine, le « collagène hydrolysé », réputé avoir des effets anti-âge[réf. nécessaire] ou agir comme fortifiant pour les ongles et les cheveux selon le syndicat des producteurs français[15].

### Usages techniques
- La gélatine a été longtemps utilisée comme colle et est encore utilisée comme colle traditionnelle naturelle (entre autres pour le travail du bois : Elle s'utilise à chaud : Elle est commercialisée sous la forme de grains qu'on trempe dans l'eau et qui prennent une texture caoutchouteuse en gonflant ; et qu'on chauffe ensuite aux alentours de 55 °C[16] pour les faire fondre, On encolle et on monte alors les pièces, et la colle se solidifie en refroidissant. L'humidité résiduelle est ensuite absorbée par le bois). On trouve entre autres de la colle de peau, d'os, de nerf, de poisson…). Les collages à la gélatine sont sensibles à l'humidité excessive mais ont l'avantage sur des colles plus modernes, de pouvoir facilement être démontés avec du vinaigre qui les rend friables, nettoyés et réparés. Elle est également utilisée comme agent collant pour les têtes d'allumettes et le papier de verre[réf. nécessaire].
- Elle sert, mélangée à des colorants, à fabriquer les filtres optiques destinés aux appareils formateurs d'image, et par métonymie, « gélatine » désigne dans le jargon de l'éclairage les filtres colorants pour projecteurs de spectacle, d'une matière moins lisse, mais plus résistante à la chaleur.
- La gélatine est utilisée pour maintenir les cristaux d'halogénure d'argent en émulsion dans quasiment tous les films photographiques (procédé gélatino-argentique). Malgré de nombreux efforts, aucun substitut n'a été mis au point qui présente la même stabilité et le même coût faible que la gélatine.
- Utilisée comme durcisseur de surface, elle permet de rendre plus lisse le papier d'impression brillant ou les cartes à jouer, et de maintenir les plis du papier crépon.
- Des blocs de gélatine sont utilisés pour simuler les tissus humains lors de l'étude des impacts dans les tests de munitions.
- Elle est utilisée en natation synchronisée pour maintenir les cheveux au cours de l'évolution.
- Jusqu'au XXe siècle et l'invention des silicones, elle est utilisée comme matériau pour les moules servant à couler le plâtre des décors de staff. Sa malléabilité permet d'obtenir des motifs complexes (roses, figures) qu'on peut démouler sans casser le moule, qui est donc réutilisable.

## Sécurité des aliments
Des règlementations strictes s’appliquent à toutes les étapes du processus de fabrication de la gélatine. Celle-ci est produite à partir de matières premières naturelles provenant d’animaux contrôlés et déclarés aptes à la consommation humaine par les services vétérinaires. Les règles sanitaires relatives aux matières premières fraîches sont appliquées et chaque lot de matière première livré à l'usine de fabrication est immédiatement vérifié et documenté.
Au-delà de la qualité des matières premières, le processus de production constitue en lui-même une mesure efficace pour garantir la qualité de la gélatine.
Par ailleurs, une étude scientifique a prouvé que le procédé de fabrication de la gélatine constitue une barrière efficace contre la prolifération de possibles prions de l'ESB. L'étude s'est appuyée sur l'hypothèse d'un scénario catastrophe dans lequel la matière première aurait été artificiellement contaminée par l'ESB. Aucun prion de l'ESB n'a pu être détecté dans la gélatine produite quelle que soit la méthode industrielle utilisée. Sur la base de cette étude, aux États-Unis, l'Administration responsable des aliments et des médicaments (Food and Drug Administration, FDA) avec l'appui du Comité consultatif TSE, a rendu un avis sur le risque de transmission à l’homme de maladies animales, et plus particulièrement de l’encéphalopathie spongiforme bovine (ESB) : elle a confirmé la sécurité de la gélatine issue d’os bovins au regard du risque ESB.
De même, le Comité de pilotage scientifique (Scientific Steering Committee, SSC) de l'Union européenne a réaffirmé en 2003 que le risque associé à la gélatine d’os bovins était négligeable. En 2006, l’Autorité européenne de sécurité des aliments (EFSA) a entériné l'avis du SSC et confirmé que le risque de ESB lié à la gélatine d’os était tellement faible et qu'il n'y avait aucune raison d’exclure le crâne et les vertèbres des bovins âgés de plus de 12 mois des matières premières utilisées dans sa fabrication.
Tous les fabricants sérieux de gélatine suivent aujourd'hui le système de qualité ISO 9001 afin d’être conformes à l’ensemble des standards de production et de qualité physique, chimique, microbiologique et technique exigés. Ainsi, toutes les étapes de fabrication sont garanties et documentées, et respectent les règles internationales. Pour les gélatines de qualité pharmaceutique, les règles strictes du FDA, du CPMP européen et de la Pharmacopée européenne doivent être appliquées. Un point détaillé des dispositions réglementaires relatives à la production de gélatine est disponible dans le « Gelatine Handbook », en pages 99-101.

## Commerce
En 2014, la France est nette exportatrice[réf. nécessaire] de gélatine, d'après les douanes françaises. Ont été exportées mensuellement en moyenne 720 t et importées 2 200 t[réf. nécessaire], avec un prix moyen à l'export de 5 800 €/t.

## Restrictions d’usage pour motifs religieux
La consommation de gélatine est interdite chez certains chrétiens, notamment chez les adventistes, car le porc est proscrit par l'Ancien Testament (les autres dénominations chrétiennes considèrent qu'il n'y a plus d'interdit alimentaire depuis le Nouveau Testament).
Elle est interdite dans l’Islam si la gélatine provient de porc (du fait de l'interdiction par le Coran de toute consommation de cet animal) ou même d’autres animaux s'ils ne sont pas abattus selon le rite islamique (halal). Les gélatines d’origine végétale ou à base de poissons, d’œufs, ou d’insectes, en revanche, ne font l’objet d’aucune interdiction par la loi islamique. Le statut des gélatines ou autres additifs à base d’animaux abattus sans immolation ou d’origine porcine mais qui subissent des « transformations chimiques irréversibles » (istihâla), en revanche, est débattu au sein de la communauté musulmane : pour l’école malikite, s'appuyant sur un hadîth du prophète de l'islam Mahomet, ils sont licites parce que le produit de base qui était « impur » a changé d’état (du solide au gaz puis vers un autre solide ou liquide) et de nature vers un produit « pur » et « bon », à l’exemple du vin (considéré comme « impur » et haram) qui, transformé en vinaigre, devient « pur » et halal.
Enfin, le judaïsme proscrit sa consommation, sauf si elle est issue d’un animal tué de façon cachère.